# Frimut UTB
Frimut Utb este o companie producătoare de confecții metalice din România.
Obiectul de activitate al firmei cuprinde, printre altele, confecții metalice, construcții metalice, containere metalice pentru reciclarea deșeurilor, structuri sudate din europrofile, scule și unelte de mână, scări interioare și balustrade, produse forjate și matrițate.
Cifra de afaceri în 2007: 1,2 milioane lei (0,3 milioane euro)